# Idioma zumaya
El zumaya es una lengua chádica extinta que se hablaba en Camerún. Sólo se conocen algunas palabras del último hablante. Puede haber sido divergente dentro de la rama masa del chádico. 
No se conocen hablantes; se cree que el uso de la lengua se ha desplazado al Fulfulde.

## Distribución
Daniel Barreteau grabó una decena de palabras zumayas del que probablemente fue el último hablante de esta lengua. Esta lengua pertenece al grupo masa. Los últimos hablantes fueron encontrados en Ouro-Lamordé, camino de Bogo (cantón de Ouro-Zangui, comuna de Maroua, departamento de Diamaré, región del Extremo Norte).